# 天道盟天元會
天道盟天元會，是臺灣三大犯罪組織之一的天道盟旗下的分會（第十九支會）。

## 簡介
天元會、於1999年1月間，由林萬成於樹林鎮（今樹林區）籌組成立。在台北縣樹林（中正路總部）、板橋、桃園縣（今桃園市）中壢、平鎮一帶為主要活動範圍，對外稱「天元工商聯誼會」，以梅花圖樣為識別。該會設有會長、副會長、秘書長、顧問、委員長、委員；另有六個組「天豹組」「天霖組」「元泰組」等。同年8月、活躍於中壢平鎮一帶的天豹組遭警方查獲，同時取出「天元工商聯誼會守則」、「天元工商聯誼會管理規章」、「天豹組規定守則」、「入會申請書」、「識別證」及若干武器等證物。

## 高層幹部
- 會長：林萬成（綽號:「醉成」、「萬二」）
- 副會長：廖XX
- 副會長：黃Ｏ盛
- 副會長：張Ｏ昌
- 委員長：許Ｏ榮
- 委員：張Ｏ順、王Ｏ和、邱Ｏ誠、夏Ｏ農、蘇Ｏ宏、葉Ｏ隆、王Ｏ龍

## 分支
- 天豹組組長：楊正義（該組活動於中壢平鎮一帶）
- 天霖組組長：吳Ｏ霖
- 天翔組組長：韋Ｏ元
- 弘鷹組組長：劉Ｏ朋
- 元泰組組長：余 O 龍
- 元洪組組長：